# Campus (station de téléphérique)
Pour les articles homonymes, voir Campus (homonymie).
Campus est une station de téléphérique française située à proximité du campus de l'université de La Réunion, à Saint-Denis de La Réunion. Station de la ligne Papang, la première des deux lignes du téléphérique urbain de la Cinor, elle entre en service en même temps qu'elle le 15 mars 2022. Elle est située entre Chaudron au nord et Moufia au sud.